# Пологи (село, Пологівський район)
<nowiki>
Поло́ги — село в Україні, у Пологівському районі Запорізької області. Населення становить 3215 осіб. До 2020 орган місцевого самоврядування — Пологівська сільська рада.

## Географія
Село Пологи знаходиться на правому березі річки Кінська, вище за течією примикає і на протилежному березі розташоване місто Пологи. Через село проходить автомобільна дорога Т 0401.

## Історія
Село засноване в 1795 році вихідцями з сіл Пологи-Вергуни, Пологи-Яненки, Пологи-Чеботьки Переяславського повіту Київської губернії.
12 червня 2020 року, відповідно до розпорядження Кабінету Міністрів України № 713-р «Про визначення адміністративних центрів та затвердження територій територіальних громад Запорізької області», увійшло до складу Пологівської міської громади.
19 липня 2020 року, в результаті адміністративно-територіальної реформи та ліквідації Пологівського(1923—2020) району увійшло до складу новоутвореного Пологівського району.

## Екологія
На відстані 1 км від села розташований кар'єр Пологівського ГЗК (видобуток каоліну відкритим способом).

## Населення

### Мова
Розподіл населення за рідною мовою за даними перепису 2001 року:
| Мова              | Кількість | Відсоток |
| ----------------- | --------- | -------- |
| українська        | 3018      | 93.87 %  |
| російська         | 178       | 5.54 %   |
| болгарська        | 6         | 0.19 %   |
| кримськотатарська | 2         | 0.06 %   |
| німецька          | 1         | 0.03 %   |
| білоруська        | 1         | 0.03 %   |
| вірменська        | 1         | 0.03 %   |
| інші/не вказали   | 8         | 0.25 %   |
| Усього            | 3215      | 100 %    |

## Герб Пологівської сільської ради
На зеленому полі — золотий сніп з 11 колосків, верхня частина яких, як промені сонця. Сніп — то єдність громади, багатство та родючість рідної землі.
Блакитна стрічка говорить про роль Запорізької Січі та уособлює річку Конку. Срібна кінцівка свідчить про поклади глини. Зелене поле вказує на слово «пологи» — луки, що розташовані в низині, на берегах річки, а ще це символ зросту, розвитку, здоров'я, життя.

## Постаті
- Корнєв Артем Ігорович (1991—2014) — старший матрос Збройних сил України, учасник російсько-української війни 2014—2017 років.